# Saad Agouzoul
Saad Agouzoul (Marrakech, 10 augustus 1997) is een Marokkaans voetballer die onder contract ligt bij Lille OSC. Agouzoul is een verdediger.

## Carrière
Agouzoul is een jeugdproduct van Kawkab Marrakech. Op 5 februari 2017 maakte hij er zijn officiële debuut van het eerste elftal: in de competitiewedstrijd tegen Moghreb Athletic Tétouan kreeg hij een basisplaats. Het zou zijn enige wedstrijd van het seizoen 2016/17 blijven. In de twee seizoenen daarop kreeg hij echter meer speelkansen. Het leverde hem in de zomer van 2019 een transfer op naar Lille OSC, dat 600.000 euro voor hem betaalde. Lille zag in hem echter een transfer voor de toekomst, want in zijn eerste seizoen kreeg hij geen enkele speelminuut in het eerste elftal.
In juni 2020 werd Agouzoul, als eerste speler sinds de hernieuwde samenwerking, voor een seizoen bij zusterclub Royal Excel Moeskroen gestald. Agouzoul was dat seizoen een vaste waarde bij Les Hurlus: in de competitie miste hij slechts één wedstrijd (tegen Zulte Waregem) wegens een gele schorsing. De Marokkaan kon niet vermijden dat Moeskroen op het einde van het seizoen naar Eerste klasse B degradeerde.
In de zomer van 2021 leek Agouzoul op weg naar Beerschot VA, maar de (huur)transfer kwam er niet door.

## Clubstatistieken
| Seizoen         | Club              | Land               | Competitie         | Competitie | Competitie | Beker | Beker | Supercup | Supercup | Europees | Europees | Totaal | Totaal |
| Seizoen         | Club              | Land               | Competitie         | Wed.       | Dlp.       | Wed.  | Dlp.  | Wed.     | Dlp.     | Wed.     | Dlp.     | Wed.   | Dlp.   |
| --------------- | ----------------- | ------------------ | ------------------ | ---------- | ---------- | ----- | ----- | -------- | -------- | -------- | -------- | ------ | ------ |
| 2016/17         | Kawkab Marrakech  | Vlag van Marokko   | Botola Pro         | 1          | 0          | 0     | 0     | —        | —        | —        | —        | 1      | 0      |
| 2017/18         | Kawkab Marrakech  | Vlag van Marokko   | Botola Pro         | 17         | 2          | 0     | 0     | —        | —        | —        | —        | 17     | 2      |
| 2018/19         | Kawkab Marrakech  | Vlag van Marokko   | Botola Pro         | 29         | 1          | 0     | 0     | —        | —        | —        | —        | 29     | 1      |
| 2019/20         | Lille OSC         | Vlag van Frankrijk | Ligue 1            | 0          | 0          | 0     | 0     | —        | —        | 0        | 0        | 0      | 0      |
| 2020/21         | → Excel Moeskroen | Vlag van België    | Jupiler Pro League | 33         | 1          | 0     | 0     | —        | —        | —        | —        | 33     | 1      |
| Carrière totaal | Carrière totaal   | Carrière totaal    | Carrière totaal    | 80         | 4          | 0     | 0     | 0        | 0        | 0        | 0        | 80     | 4      |

Bijgewerkt op 2 september 2021.
1 Mannone ·
2 Mandi ·
4 Alexsandro ·
5 Gudmundsson ·
6 Bentaleb ·
7 Haraldsson ·
8 Angel Gomes ·
9 David ·
10 Cabella ·
11 Sahraoui ·
12 Meunier ·
13 Zedadka ·
14 Umtiti ·
16 Caillard ·
17 Mukau ·
18 Diakité ·
19 Fernandez-Pardo ·
20 Bakker ·
21 André  ·
22 Santos ·
23 Zhegrova ·
26 André Gomes ·
27 Bayo ·
28 Fernandes ·
29 Mbappé ·
30 Chevalier ·
31 Ismaily ·
32 Bouaddi ·
Coach: Génésio
· Assistent-coach: Bréchet